# Regina George
 (mai 2023).
Pour les articles homonymes, voir George.
Regina George Grause  (née le 17 février 1991 à Chicago aux États-Unis) est une athlète américano-vénézuélienne, naturalisée nigériane en 2012, spécialiste du 400 mètres.

## Biographie
En 2010, elle dispute sous les couleurs des États-Unis les championnats du monde juniors de Moncton au Canada. Elle se classe septième de l'épreuve du 400 mètres et remporte par ailleurs la médaille d'or du relais 4 × 400 m. Étudiante à l'Université de l'Arkansas, elle termine deuxième des championnats NCAA de 2011. 
Naturalisée nigériane en 2012, Regina George remporte la médaille d'argent du 400 m lors des championnats d'Afrique 2012 à Porto-Novo au Bénin, derrière la Botswanaise Amantle Montsho, dans le temps de 51 s 11. Elle atteint les demi-finales des Jeux olympiques de 2012, à Londres.
Le 20 mars 2016, George échoue dans un premier temps au pied du podium avec ses coéquipières du relais 4 x 400 m lors des championnats du monde en salle de Portland derrière les États-Unis (3 min 26 s 38), la Pologne (3 min 31 s 15) et la Roumanie (3 min 34 s 03). Elle devrait récupérer la médaille de bronze après la disqualification de la Roumaine Mirela Lavric.

## Vie privée
Ouvertement lesbienne, Regina George a été en couple avec la sauteuse en hauteur américaine Inika McPherson.

## Palmarès
| Date | Compétition                    | Lieu       | Résultat | Épreuve   |
| ---- | ------------------------------ | ---------- | -------- | --------- |
| 2010 | Championnats du monde juniors  | Moncton    | 7e       | 400 m     |
| 2010 | Championnats du monde juniors  | Moncton    | 1re      | 4 × 400 m |
| 2012 | Championnats d'Afrique         | Porto-Novo | 2e       | 400 m     |
| 2013 | Championnats du monde          | Moscou     | 5e       | 4 × 400 m |
| 2014 | Relais mondiaux de l'IAAF      | Nassau     | 7e       | 4 × 200 m |
| 2014 | Relais mondiaux de l'IAAF      | Nassau     | 3e       | 4 × 400 m |
| 2014 | Jeux du Commonwealth           | Glasgow    | 2e       | 4 × 400 m |
| 2014 | Championnats d'Afrique         | Marrakech  | 6e       | 200 m     |
| 2014 | Championnats d'Afrique         | Marrakech  | 1re      | 4 × 400 m |
| 2015 | Relais mondiaux de l'IAAF      | Nassau     | 1re      | 4 × 200 m |
| 2015 | Championnats du monde          | Pékin      | finale   | DQ        |
| 2016 | Championnats du monde en salle | Portland   | 4e       | 4 x 400 m |
| 2016 | Championnats d'Afrique         | Durban     | 2e       | 4 × 400 m |

## Records
| Épreuve | Performance | Lieu   | Date         |
| ------- | ----------- | ------ | ------------ |
| 400 m   | 50 s 84     | Moscou | 11 août 2013 |